# Caliscelis terauchii
Caliscelis terauchii är en insektsart som först beskrevs av Matsumura 1915.  Caliscelis terauchii ingår i släktet Caliscelis och familjen Caliscelidae. Inga underarter finns listade i Catalogue of Life.